# Бидаре
Бидаре (фр. Bidarray) насеље је и општина у југозападној Француској у региону Аквитанија, у департману Атлантски Пиринеји која припада префектури Бајон.
По подацима из 2011. године у општини је живело 658 становника, а густина насељености је износила 17,23 становника/km². Општина се простире на површини од 38 km². Налази се на средњој надморској висини од 120 метара (максималној 935 m, а минималној 61 m).

## Демографија
| 1962. | 1968. | 1975. | 1982. | 1990. | 1999. | 2011. |
| ----- | ----- | ----- | ----- | ----- | ----- | ----- |
| 745   | 714   | 673   | 631   | 585   | 645   | 658   |

График промене броја становника у току последњих година